# Makassa
Makassa est une localité du Cameroun située dans la commune de Moutourwa, le département du Mayo-Kani et la Région de l'Extrême-Nord, au pied des monts Mandara, à proximité de la frontière avec le Tchad.

## Localisation
Makassa est localisé à 10° 06′ de latitude nord et 14° 14′ 39,0″ de longitude est.

## Climat
Climat : steppe. Type selon Classification de Köppen : BSh. Température annuelle moyenne : 27,9 °C. Précipitations annuelles moyennes : 835 mm.